# 福島高松站
福島高松站（日语：／ Fukushima-takamatsu eki */?）是一個位於宮崎縣串間市大學高松的九州旅客鐵道（JR九州）日南線車站。

## 車站構造
- 單面月台1面1線的地上車站。
- 無人站。

## 利用狀況
- 在2006年，平均1日有4人上下車。

| 乘車人員變化 | 乘車人員變化 |
| 年份         | 1日平均人數  |
| ------------ | ------------ |
| 2002         | 5            |
| 2004         | 8            |
| 2005         | 5            |
| 2006         | 4            |

## 車站周邊
- 高松海岸 - 高松漁港和沙灘。
- 國道220號
- 長濱海灘。

## 历史
- 1949年（昭和24年）9月15日 - 福島高松臨時停車站啟用。
- 1950年（昭和25年）1月10日 - 升級為福島高松車站。
- 1962年（昭和37年）8月1日 - 車站無人化。
- 1987年（昭和62年）4月1日 - 由九州旅客鐵道繼承車站。

## 相鄰車站
九州旅客鐵道
日南線
■快速「日南Marine號」（只限下行運行。飫肥站起各站停車）、■普通
福島今町－福島高松－大隅夏井

## 外部連結
- JR九州 － 福島高松車站 （页面存档备份，存于）（日語）

## 相關項目
- 日本鐵路車站列表